# Bell Textron
Бел хеликоптери (енгл. Bell Helicopter) је амерички произвођач хеликоптера и авиона са нагибним ротором. Компанија има седиште у граду Форт Ворт, у Тексасу, САД. Као део компаније Текстрон, „Бел хеликоптери Текстрон“ производи војне хеликоптере у САДу (првенствено око Форт Ворта, као и у Амарилу, Тексас) као и комерцијалне ротокоптере у Мирабели у Квебеку, Канада.

## Историјат
Компанију је основано Лоренс Дејл Бел 10. јула 1935. у Бафалу, Њујорк, под именом „Бел еркрафт корпорација“ (енгл. Bell Aircraft Corporation). Компанија је првобитно била оријентисана на пројектовање и производњу ловачких авиона. Њени први борбени авиони су били: XFM-1 еркуда, двомоторни ловац пресретач бомбардера и P-39 Еракобра. Авиони P-59 Еракомет, први амерички млазни ловац, P-63 Кингкобра, наследник авиона P-39 и Бел X-1 су такође производи Бел еркрафт корпорације.
Након почетка Другог светског рата, 1941. године, Бел је унајмио талентованог проналазача Артура М. Јанга, како би урадио експертизу за истраживање и развој хеликоптера. То је била основа за оно што се Бел надао да ће бити шира економска платформа компаније која није уговором зависила од владе. Бел 30 је био први хеликоптер. са првим летом 29. децембра 1942. Након њега је направљен Бел 47, који је био први хеликоптер оцењен од званичника институција цивилног ваздухопловства у свету, што је био успех како цивилног, тако и војног ваздухопловства.
Компанија Текстрон (енгл. Textron) је купила компанију „Бел аероспејс“ (Бел ваздухопловство) 1960. године. Бел ваздухопловство (енгл. Bell Aerospace) је било састављено из три одељења „Бел еркрафт корпорације“, укључујући и одељење које се бавило производњом хеликоптера. Одељење за хеликоптере је преименовано на ново име „Бел хеликоптер компани“ и то предузеће се издвојило у наредних неколико година, са успехом хеликоптера са ознаком  за време рата у Вијетнаму, и израсло је у највеће одељење Текстрона. У јануару 1976, Текстрон је променио име компаније у „Бел хеликоптер Текстрон“.

### Компанија данас
Бел хеликоптер је у тесној вези са компанијом Агуста-Вестланд. Партнерство датира још од заједничке производње хеликоптера Бел 47 и Бел 206 и размене технологије. Када су се две европске фирме спојиле (Агуста и Вестланд), партнерски уговори су остали на снази, са изузетком израде хеликоптера AB139, који је сада познат као AW139.

## Хеликоптери

### Комерцијални хеликоптери
| - Бел 47 - Бел 204 - Бел 205 - Бел 206 - Бел 210 - Бел 212 - Бел 214 - Бел | - Бел 222 - Бел 230 - Бел 407 - Бел 412 - Бел 417 - Бел 427 - Бел 429 - Бел 430 |  |

### Војни хеликоптери
- Сиукс
- Бел
- Бел UH-1 Ирокез Хјуи
- Бел  твин хјуи
- Бел 533
- Кобра
- СиКобра / СуперКобра
- /Модел 409
- Киова
- Веном
- AH-1Z Вајпер (или СуперКобра)
- Бел

## Ваздухоплови са нагибним роторима
- Оспреј
- Бел / Агуста BA609 - заједно са компанијом Агуста-Вестланд
- TR918 Игл Ај
- Квад ТилтРотор - заједно са Боингом

## Галерија
- Дериват хеликоптера Бел 47 из 1954. године XH-13F.
- Бел XH-40 хеликоптер, прототип хеликоптера Бел UH-1 ирокез хјуи.
- Бел AH-1 Кобра хеликоптер.
- Бел V-22 Оспреј ваздухоплов са нагибним роторима.